# Alois Beranek
Alois Beranek (Bécs, 1900. január 15. – 1983. május 22.) osztrák nemzetközi  labdarúgó-játékvezető.

## Pályafutása

### Labdarúgóként
Gyermekkorától kezdve szerette a labdarúgást, több csapatban is játszott. 1927-ben leigazolta az Sk Admira Wien, majd 1929-ben a német Hertha BSC átigazolta.

### Nemzeti játékvezetés
Játékvezetésből Bécsben vizsgázott. Vizsgáját követően a Bécsi Labdarúgó-szövetség által üzemeltetett labdarúgó bajnokságokban kezdte sportszolgálatát*[forrás?]. Az Osztrák labdarúgó-szövetség Játékvezető Bizottságának (JB) minősítésével 1930-tól az Fußball-Bundesliga játékvezetője.Küldési gyakorlat szerint rendszeres partbírói szolgálatot is végzett. A nemzeti játékvezetéstől 1954-ben vonult vissza.

#### Nemzeti kupamérkőzések
Vezetett kupadöntők száma: 1.

##### Osztrák labdarúgókupa
A második világháborút követő első kupadöntő. 1938–1945 között nem rendeztek osztrák kupadöntőt, a csapatok a német bajnokságban szerepeltek.
| Időpont          | Helyszín             | Mérkőzés típusa | Mérkőzés                           | Eredmény | Nézők száma |
| ---------------- | -------------------- | --------------- | ---------------------------------- | -------- | ----------- |
| 1946. június 20. | Prater Stadion, Bécs | döntő           | SK Rapid Wien–First Vienna FC 1894 | 2 – 1    | 50 000      |

#### Nemzetközi játékvezetés
Az Osztrák labdarúgó-szövetség JB terjesztette fel nemzetközi játékvezetőnek, a Nemzetközi Labdarúgó-szövetség (FIFA) 1933-tól tartotta nyilván bírói keretében. A FIFA JB központi nyelvei közül a németet beszélte. Több nemzetek közötti válogatott, valamint Kupagyőztesek Európa-kupája (La Coupe de l'Europe Centrale) klubmérkőzést vezetett, vagy működő társának partbíróként segített. Az osztrák nemzetközi játékvezetők rangsorában, a világbajnokság-Európa-bajnokság sorrendjében többedmagával a 21. helyet foglalja el 3 találkozó szolgálatával. A nemzetközi játékvezetéstől 1952-ben búcsúzott. Nemzetközi kupamérkőzéseinek száma: 11. Válogatott mérkőzéseinek száma: 22.

#### Labdarúgó-világbajnokság
Az 1934-es labdarúgó-világbajnokságon, az 1938-as labdarúgó-világbajnokságon és az 1950-es labdarúgó-világbajnokságon a FIFA JB bíróként alkalmazta. Selejtező mérkőzéseket az UEFA zónában vezetett. Az első osztrák bíró aki világbajnokságon mérkőzést vezethetett. A FIFA JB elvárásának megfelelően, ha nem vezetett, akkor valamelyik társának partbíróként segített. A kor elvárása szerint az egyes számú partbíró játékvezetői sérülésnél átvette a mérkőzés irányítását. 1934-ben 2, 1938-ban 3, 1950-ben 3 esetben (csak partbíróként szolgált) kapott egyes számú partbírói küldést. Világbajnokságokon vezetett mérkőzéseinek száma: 2 + 8 (partbíró).

##### 1934-es labdarúgó-világbajnokság

###### Selejtező mérkőzés
| Időpont              | Helyszín                  | Mérkőzés típusa           | Mérkőzés          | Eredmény | Nézők száma |
| -------------------- | ------------------------- | ------------------------- | ----------------- | -------- | ----------- |
| 1933. szeptember 24. | Központi Stadion, Belgrád | előselejtező (6. csoport) | Jugoszlávia–Svájc | 2 – 2    | 17 000      |

###### Világbajnoki mérkőzés
| Időpont         | Helyszín                         | Mérkőzés típusa   | Mérkőzés                                  | Eredmény | Nézők száma |
| --------------- | -------------------------------- | ----------------- | ----------------------------------------- | -------- | ----------- |
| 1934. május 31. | Benito Mussolini Stadion, Torino | egyik negyeddöntő | Csehszlovákia–Svájci labdarúgó-válogatott | 3 – 2    | 12 000      |

##### 1938-as labdarúgó-világbajnokság
| Időpont         | Helyszín                  | Mérkőzés típusa    | Mérkőzés             | Eredmény | Nézők száma |
| --------------- | ------------------------- | ------------------ | -------------------- | -------- | ----------- |
| 1938. június 5. | Stade Vélodrome Marseille | egyik nyolcaddöntő | Olaszország–Norvégia | 2 – 1    | 18 000      |

#### A magyar labdarúgó-válogatott mérkőzései (1902–1929)
| Időpont              | Helyszín                    | Mérkőzés típusa          | Mérkőzés                                               | Eredmény | Nézők száma |
| -------------------- | --------------------------- | ------------------------ | ------------------------------------------------------ | -------- | ----------- |
| 1934. december 9.    | San Siro Stadion, Milánó    | 179. válogatott mérkőzés | Olasz labdarúgó-válogatott–Magyar labdarúgó-válogatott | 4 – 2    | 45 000      |
| 1940. szeptember 29. | Üllői úti Stadion, Budapest | 227. válogatott mérkőzés | Magyarország–Jugoszlávia                               | 0 : 0    | 23 000      |

## Sportvezetőként
A játékvezetést befejezve 1955/56-ban, edzőként az SK Rapid Wien együttesét irányította, ez ezalatt az idő alatt osztrák mester lett. A csapattal bajnokságot nyert.

## Külső hivatkozások
- Alois Beranek. World Referee. [2012. október 8-i dátummal az eredetiből archiválva]. (Hozzáférés: 2015. december 12.)
- Alois Beranek. footballzz.com. (Hozzáférés: 2015. december 12.)
- Alois Beranek. footballdatabase.eu. (Hozzáférés: 2015. december 12.)
- Alois Beranek. scoreshelf.com. [2015. december 23-i dátummal az eredetiből archiválva]. (Hozzáférés: 2015. december 12.)
- Alois Beranek. weltfussball.de. (Hozzáférés: 2015. december 12.)
- Alois Beranek. eu-football.info. (Hozzáférés: 2015. december 12.)
- Alois Beranek. blogspot.com. (Hozzáférés: 2015. december 12.)

| Elődje: Emil Schmetzer (1943) | Osztrák labdarúgókupa döntő 1945-1946 | Utódja: Karl Czerny |